# 乌尔姆战役
乌尔姆战役（法語：Campagne d'Ulm）是在1805年的第三次反法同盟战争中，法国与巴伐利亚为包围并俘虏奥地利军队而展开的一系列军事调遣和战斗。它发生在施瓦本（当时属巴伐利亚）的城市乌尔姆内部和周边地区。拿破仑一世率领的法国大军团由210000人组成七个军，希望在俄国增援部队到达之前击溃盘踞多瑙河的奥地利军队。10月20日，拿破仑通过急行军展开一次大规模的迂回调遣，在乌尔姆俘获马克将军麾下的23000名奥地利士兵，使战役中的奥地利战俘总数达到60000人。这场战役被普遍视为杰出的战略行动，并对19世纪后期施里芬计划的发展产生影响。
乌尔姆的胜利并没有结束战争，因为库图佐夫率领的大批俄国军队仍在维也纳附近。俄国人向东北撤退以等待援军，并与幸存的奥地利部队会合。法国人随后于11月12日占领维也纳。12月2日，法国在奥斯特利茨取得决定性的胜利，使奥地利退出战争。由此产生的《普雷斯堡和约》于12月下旬签订，宣告第三次反法同盟战争结束。拿破仑统治下的法国就此成为欧洲强国，并导致次年与普鲁士和俄国的第四次反法同盟战争爆发。

## 背景
法国大革命战争自1792年以来，便席卷欧洲。经过五年的战事，法兰西共和国于1797年征服第一次反法同盟。第二次反法同盟于1798年成立，但同样于1801年被击败。英国仍然是新法国执政府的唯一反对者。1802年3月，法英两国同意缔结《亞眠和約》来结束敌对状态。这是十年来，整个欧洲首次恢复和平。但双方之间仍然存在许多问题，执行他们在亚眠达成的协议似乎是一项日益严峻挑战。英国人对不得不交出自1793年以来征服的所有殖民地而感到不满，法国人也对英军没有撤离马耳他岛而倍感愤怒。当拿破仑派遣远征军镇压海地革命时，局势变得更加紧张。至1803年5月，英国对法国宣战。

### 第三次反法同盟
1804年12月，英国与瑞典间达成的协议导致第三次反法同盟战争爆发。时任英国首相威廉·皮特于1804年和1805年展开一系列的外交活动，寻求组建一个反对法国的新同盟。得益于法国的一些政治错误，英俄两国之间的相互猜疑有所缓解，并至1805年4月签署同盟条约。奥地利人则对两次被法国击败而记忆犹新，他们渴望复仇，遂于数月后也加入同盟。

### 法国的军事筹备
在第三次反法同盟成立之前，拿破仑已经在法国北部的布洛涅附近的六个营地内组建“英格兰集团军”，旨在入侵不列颠群岛。尽管拿破仑的军队从未踏上英国土地，但他们已經为任何潜在的军事行动而接受细致且宝贵的训练。虽然士兵们很快便对此感到厌倦，但拿破仑还是多次到访军队，并举行盛大的阅兵式，以维持他们的士气。
布洛涅的士兵，构成拿破仑后来被称为“大军团”（La Grande Armée）的核心。起初，法国军队将大约200000人组成七个军，均为大型野战部队，各配备约36至40门加农炮，并能够在其他军到来之前独立作战。除此之外，拿破仑还创建一支22000人的骑兵预备役军团，由两个胸甲骑兵师、四个龙骑兵师、两个下马龙骑兵和轻骑兵师组成，全部配备24门火炮作支援。到1805年，大军团已经发展成为一支350000人的集团军，且装备齐全、训练有素。它还拥有一群知兵善战的军官阶层，从士官到元帅的几乎所有人都具备参加过大革命战争经验。

### 奥地利的军事筹备
卡尔大公作为奥地利皇帝弗朗茨一世的胞弟，自1801年开始改革奥地利军队，从负责该国军事决策的宫廷军事委员会手中夺取权力。卡尔是奥地利最优秀的战地指挥官，但他在皇室中不受欢迎；且奥地利不听其劝告，决定对法国开战，这使他失去很大的影响力。卡尔·马克成为奥地利军队的新任总司令，并在战争前夕对步兵编制进行改革：他要求一个团由四个营和四个连组成，而非以往的三营六连。这种突如其来的变化并没有经过相应培训；以至于新编制的指挥官们在用兵方面也未能得到足够战术训练。
奥地利骑兵部队被认为是欧洲最优秀的，但许多骑兵部队被分别部署至各种步兵阵型中，以期阻挡法国同行的打击力量——因为在拿破仑的命令下，对方可以集结整个骑兵军来影响战斗。

## 战役

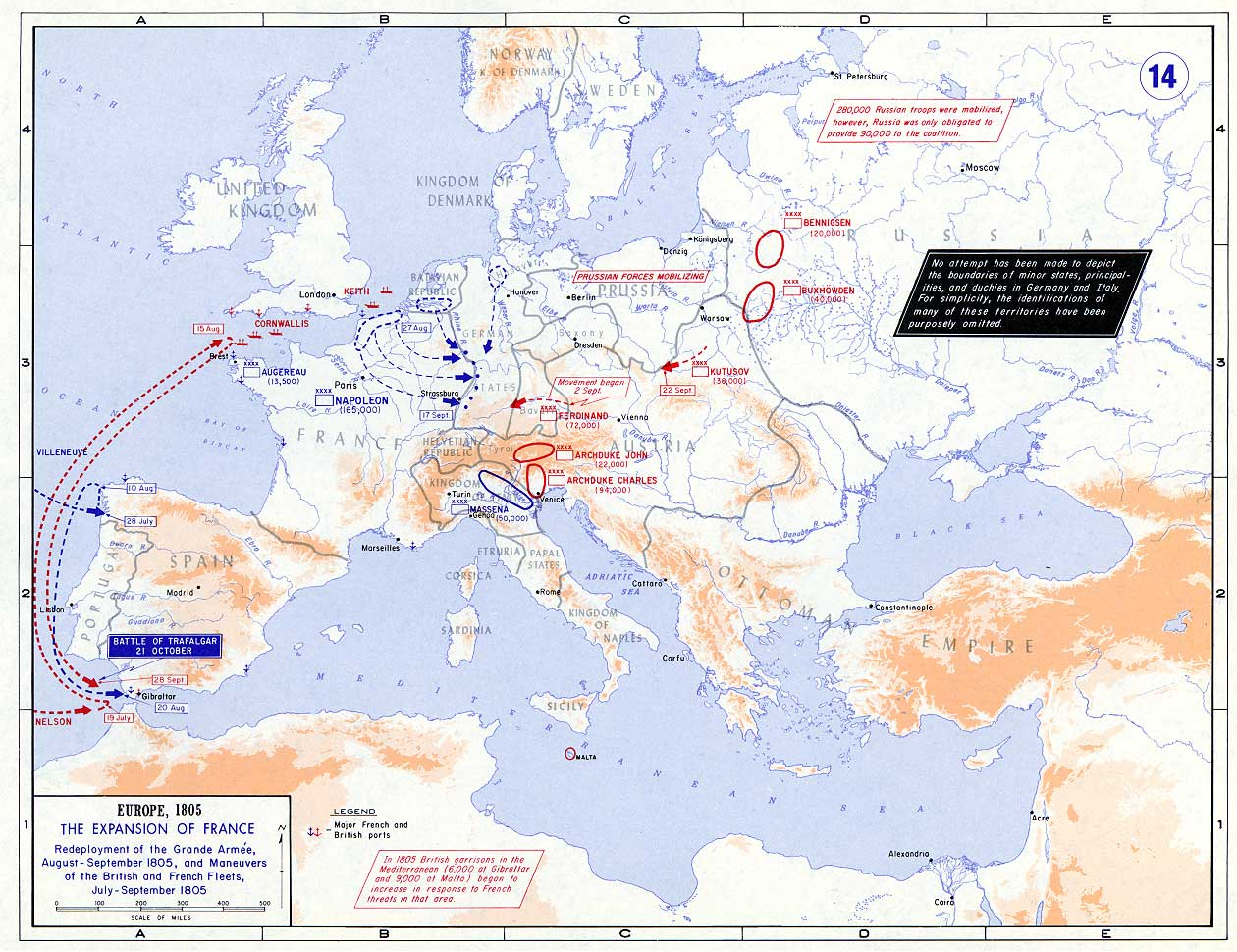
1805年乌尔姆战役之前的欧洲战略形势

乌尔姆战役持续近一个月，拿破仑率领法国军队对困惑的奥地利人进行一次又一次打击。战事于10月20日达到高潮，整个奥地利军队全军覆没。

### 奥地利的计划和备战
马克将军认为，奥地利安全依赖于填补德意志南部黑森林山区的缺口，在法国大革命战争期间，那里曾經发生过多次战斗。马克还认为，在德意志中部不会有任何战事。于是他决定把乌尔姆城作为其防御战略的核心，在米哈伊尔·伊拉里奥诺维奇·库图佐夫率领的俄国人到达并扭转对拿破仑的不利局面之前，他要对法国人进行围堵。乌尔姆受到戒备森严的米歇尔斯山（Michelsberg）高地所保护，这让马克觉得这座城市在外部的攻击下几乎坚不可摧。
致命的是，宫廷军事委员会决定将意大利北部作为哈布斯堡的主要战场。卡尔大公获委派95000名士兵，并受命以曼托瓦、佩斯基耶拉和米兰为最初目标，穿越阿迪杰河。奥地利人在乌尔姆组建一支72000人的军队，其名义上由斐迪南大公指挥，但军队的真正权威是马克。奥地利战略是要求约翰大公带着23000人的军队保卫蒂罗尔，并为其长兄卡尔的军队及其堂兄斐迪南的军队提供联结。奥地利还派遣个别军队在波美拉尼亚与瑞典人一同作战、在那不勒斯与英国人一起作战，但这是为迷惑法国人，意图分散对手的资源。

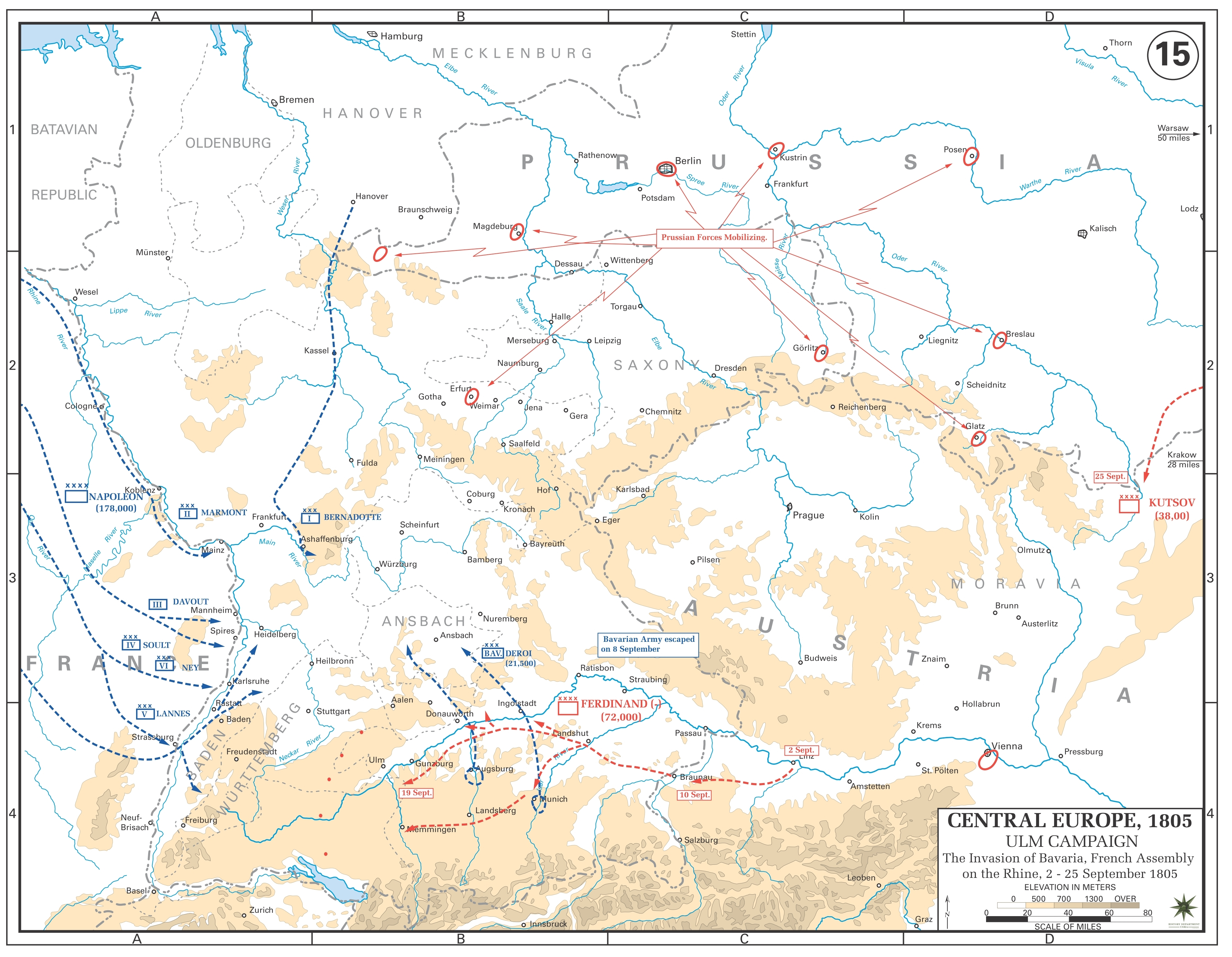
从9月初至中旬，法国人在莱茵河周围集结。21万大军团准备越境德意志包围奥地利

### 法国的计划和备战
在1796年和1800年的两次军事行动中，拿破仑都将多瑙河战场设想为法国奋斗的中心；然而事与愿违，这两次军事行动中最重要的战场都在意大利。奥地利的宫廷军事委员会认为拿破仑会再次袭击意大利。但拿破仑却另有所图：法国军队的210000名士兵将从布洛涅的营地向东发动，如果马克将军的奥地利军队继续向黑森林进军，就会包围他们。与此同时，若阿尚·缪拉元帅会在黑森林中布置骑兵作掩护，让奥地利人误以为法国人正沿着东西轴线前进。法国在其他战场的突击也为德意志的主要进攻提供支持：安德烈·马塞纳元帅将率领50000人的意大利集团军与卡尔在意大利对抗、洛朗·古维翁-圣西尔将率20000人进军那不勒斯，而纪尧姆·布律纳元帅则率30000人的部队在布洛涅巡逻，以对抗可能的英国入侵。
缪拉和亨利·加蒂安·贝特朗在蒂罗尔边界与美因河之间的地区进行侦察，策划部门主管萨瓦里则对莱茵河与多瑙河之间的地区进行详细的道路勘测。大军团的左翼将从德意志北部的汉诺威和荷兰的乌得勒支进攻符腾堡；右翼和中央部队从海峡沿岸而来，将集中在莱茵河中游的曼海姆和斯特拉斯堡等城市周围。当缪拉在黑森林内佯动的时候，其他法国军队就会入侵德意志的心脏地带，并通过向东南方转移以占领奥格斯堡，此举是为孤立马克和切断奥地利人的联络通道。

### 法国的入侵

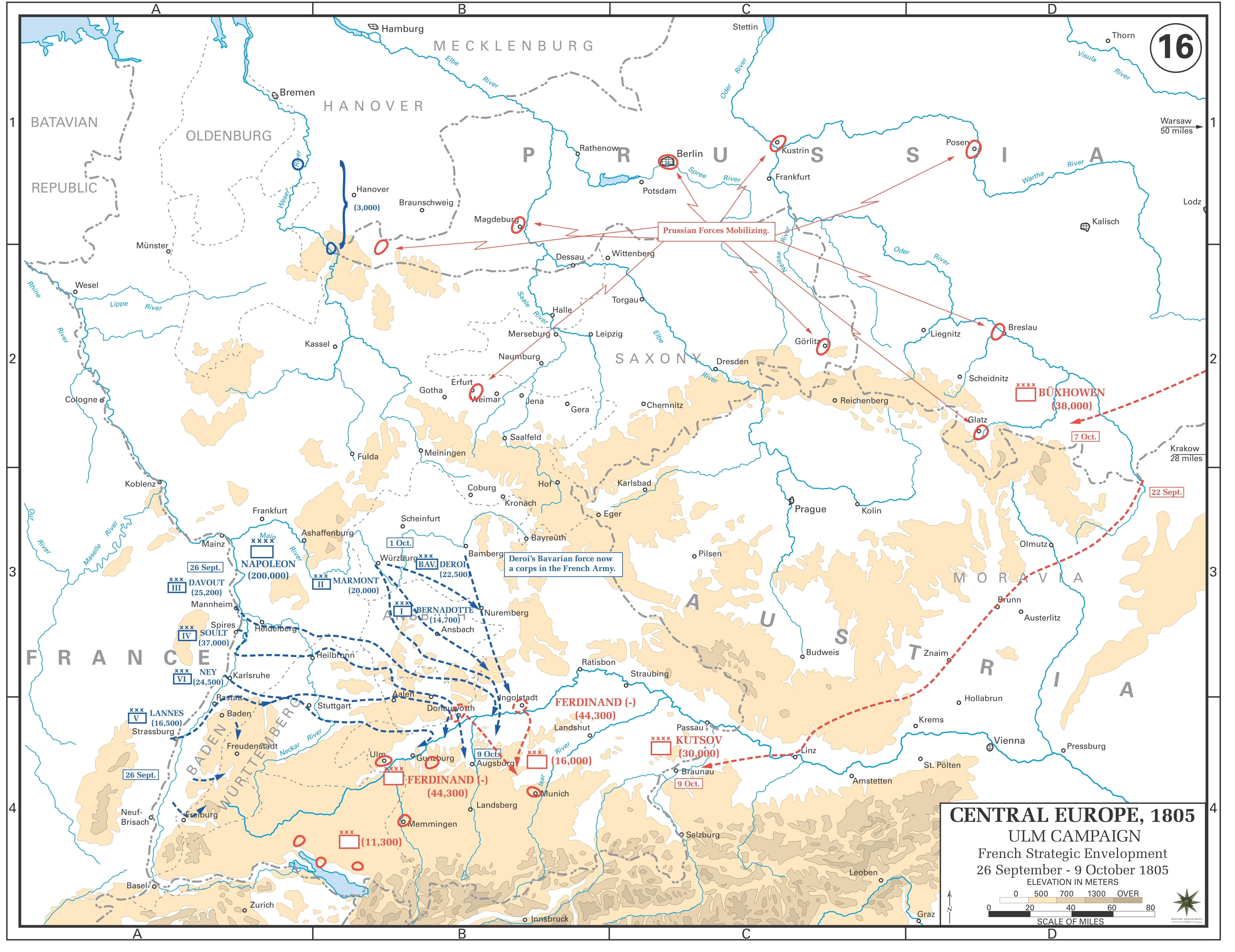
法国于9月底至10月初的入侵使奥地利措手不及，并切断他们的联络线

9月22日，马克决定将伊勒河战线锚定在乌尔姆。在9月的最后三天里，法军开始急行军，他们要到奥地利人的后方去。马克认为法国人不会侵犯普鲁士领土，但当他得知贝尔纳多特的第一军已经行进穿过普鲁士的安斯巴赫时，他做出一个关键的决定：留下来保卫乌尔姆而不是向南撤退，这将提供一个合理的机会来拯救他的大部分兵力。拿破仑对马克的意图或调遣所知甚少；他只知道米夏埃尔·冯·金迈尔的军队被派往法国阵地以东的因戈尔施塔特，但他的密探极其夸大对方的规模。10月5日，拿破仑命令米歇爾·内伊与让·拉纳、让·德迪厄·苏尔特和缪拉会合，集中兵力在多瑙沃特横渡多瑙河。然而，法国人的包围圈并没有深入到能够阻止金迈尔逃脱程度：法军并非全部到达同一地点，而是部署在一条漫长的东西轴线上，苏尔特和路易·尼古拉·达武早早便来到多瑙沃特，这促使金迈尔谨慎行事和回避。拿破仑逐渐确信奥军屯重兵在乌尔姆，并下令大批法国军队集中在多瑙沃特附近；10月6日，三支法国步兵和骑兵军前往多瑙沃特，以封锁马克的逃跑路线。
意识到自己处境的危险后，马克决定采取攻势。10月8日，他命令军队集中在金茨堡周围，希望打击拿破仑的联络线，并指示金迈尔将拿破仑引到东边的慕尼黑和奥格斯堡去。拿破仑并没有认真考虑马克越过多瑙河并离开其中央大本营的可能性，但他确实意识到占领金茨堡的桥梁将获得巨大战略优势。为实现这一目标，拿破仑把内伊的部队派往金茨堡，全然不知奥地利军队大部分都是往这个地方去的。无论如何，在10月8日，弗朗茨·克萨韦尔·冯·奥芬贝格率领的奥地利部队与缪拉和拉纳的法国部队在韦尔廷根展开第一次激烈战斗。

### 韦尔廷根及金茨堡

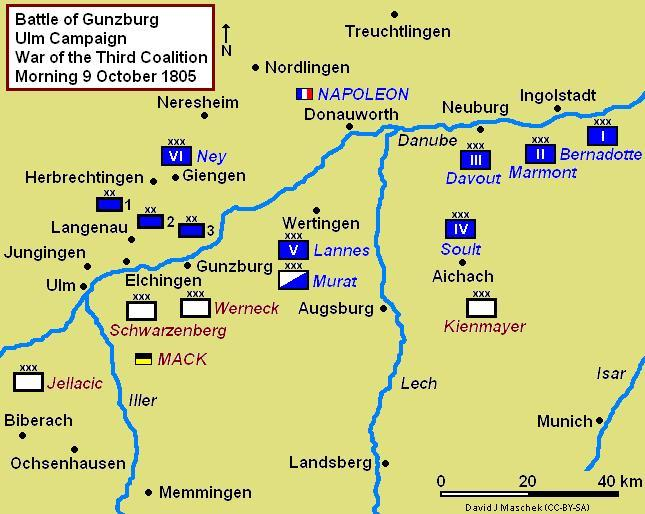
金茨堡之战，1805年10月9日

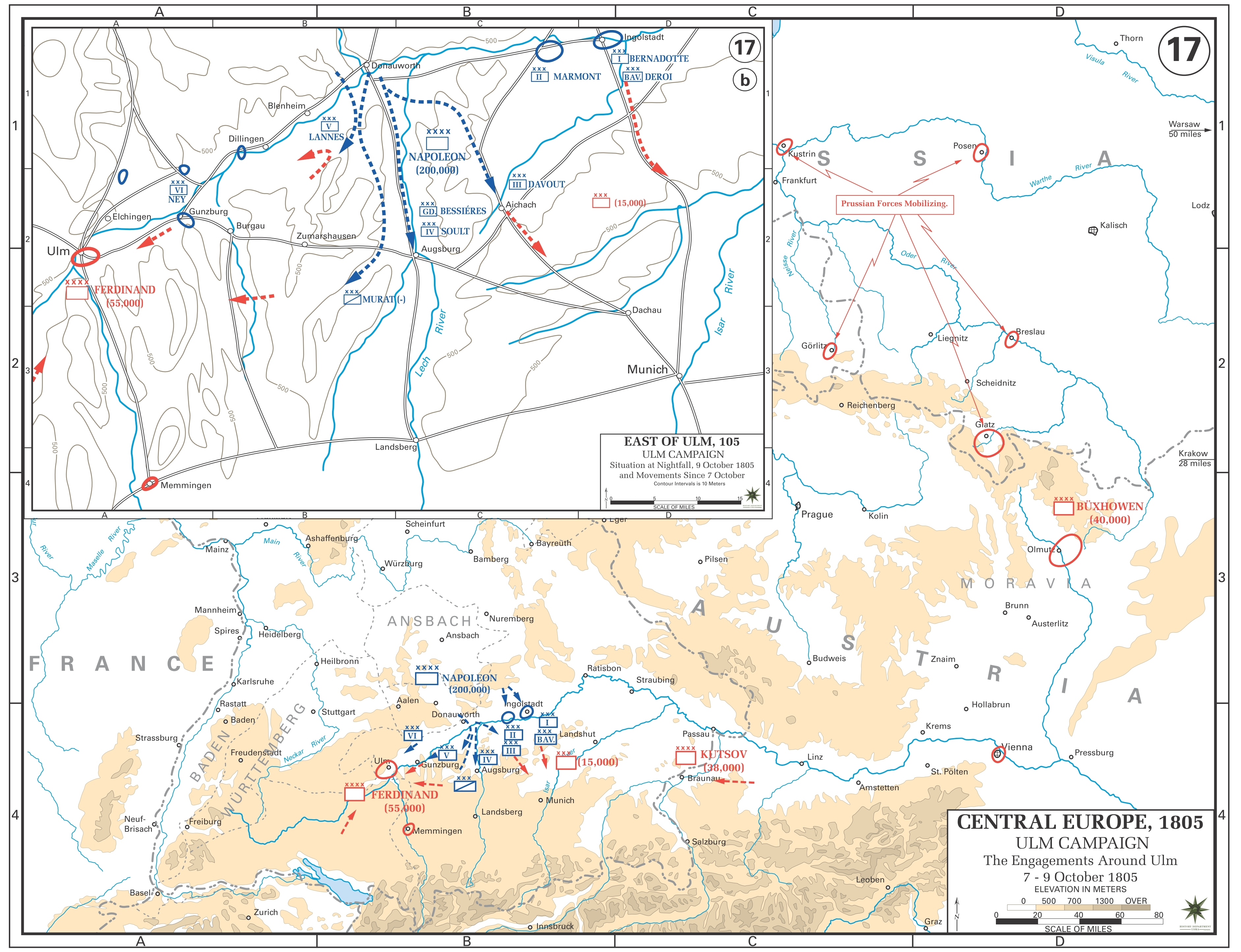
10月7日至9日的战略形势。由于库图佐夫相距太远，无法提供重要支援，奥地利人发现自己处于危险的境地

由于不得而知的原因，马克于10月7日命令奥芬贝格带着由5000名步兵和400名骑兵组成的师团从金茨堡转移至韦尔廷根，为从乌尔姆出发的奥地利大军做准备。由于不确定该做什么，也几乎没有增援的希望，奥芬贝格处于危险的境地。第一批到达的法国部队是缪拉麾下的骑兵师，包括由路易·克莱因率领的第一龙骑兵师、受马克·安托万·德·博蒙特指挥的第三龙骑兵师以及艾蒂安·德·南苏蒂的第一胸甲骑兵师。他们开始进攻奥军阵地，不久，尼古拉·乌迪诺的掷弹兵也加入进来，希望从东北方向包抄奥军。奥芬贝格试图向西南方向撤退，但他的速度不够快：奥地利部队几乎全军覆没，其中的1000至2000人被俘。在韦尔廷根之战中，法国人轻而易举取得胜利。
韦尔廷根的惨败使马克意识到需要在多瑙河左岸（北岸）行动，而不是在右岸直接向东撤退。这就要求奥地利军队从金茨堡向北渡河。10月8日，内伊在路易-亚历山大·贝尔蒂埃的指挥下展开行动，要求第二天直接进攻乌尔姆。内伊派遣让-皮埃尔·费尔明·马勒的第三师团去占领金茨堡境内的多瑙河桥梁。在金茨堡之战中，该师团的一个纵队偶然撞见一些蒂罗尔猎兵，从而俘虏其中的200人，包括他们的指挥官康斯坦丁·卡尔·达斯普雷，以及两门加农炮。奥地利人注意到相关事态的发展，遂用三个步兵营和20门加农炮去加强他们在金茨堡周围的阵地。马勒的师团对奥国阵地发动数次奋勇进攻，但均以失败告终。马克接下来派伊格纳兹·居莱率领七个步兵营和十四个骑兵中队去修复被毁的桥梁，但这支部队遭到法国第59步兵团的冲锋和扫荡。激烈的战斗随即展开，法国人最终设法在多瑙河右岸（南岸）建立一个据点。当金茨堡之战正在进行时，内伊还派路易·亨利·卢瓦宗的第二师团去占领奥地利人轻兵把守的埃尔兴根多瑙河大桥。在丧失多瑙河的大部分桥梁后，马克率领其军队返回乌尔姆。到10月10日，内伊军取得重大进展：马勒的第三师团已經越过右岸（南岸），卢瓦宗的第二师团占领埃尔兴根，而皮埃尔·杜邦·德·勒当的第一师团也正向乌尔姆进发。

### 哈斯拉赫-容金根及埃尔兴根

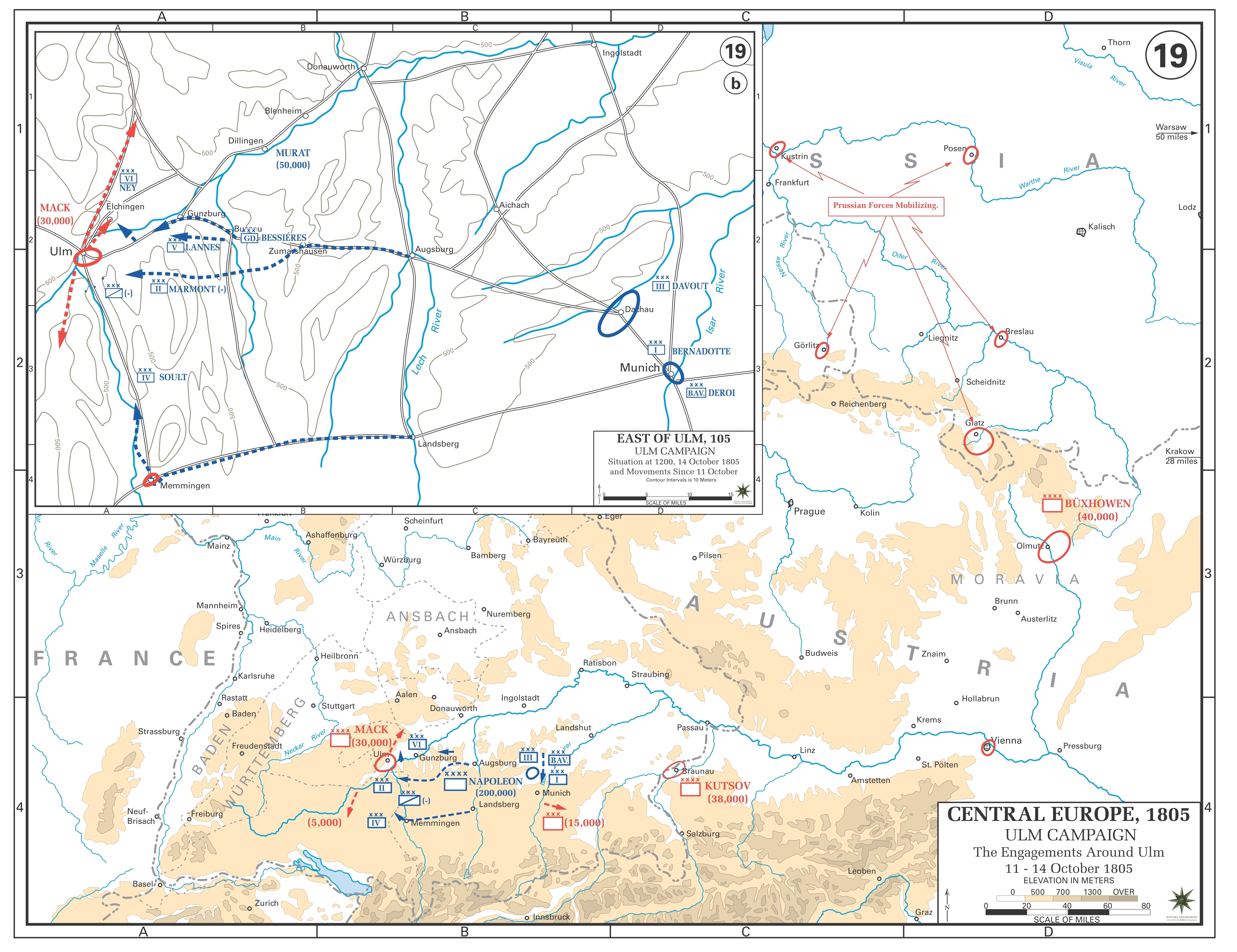
10月11日至14日的战略局势。法军向西猛攻，俘虏奥军

士气低落的奥地利军队于10月10日凌晨回到乌尔姆。马克正在考虑他的行动方针，于是奥地利军队在乌尔姆按兵不动直至11日。与此同时，拿破仑仍然在错误的假设下行动：他认为奥地利人正在向东或东南方转移，乌尔姆的戒备薄弱。内伊察觉到这种误解，便致信贝尔蒂埃称，乌尔姆实际上比法国人原先认为的还要戒备森严。在这段时间里，俄国人对东部的威胁使拿破仑十分不安，因此缪拉被派去指挥由内伊和拉纳两军组成的右翼部队。由此，法军被分成两个庞大的侧翼：西侧内伊、拉纳和缪拉的部队牵制着马克，东侧苏尔特、达武、贝尔纳多特和马尔蒙的部队则负责防范俄国与奥地利可能的入侵。10月11日，内伊再次向乌尔姆推进；第二和第三师团沿多瑙河右岸向乌尔姆进发，杜邦的第一师团也在一个龙骑兵师支援下直抵乌尔姆，以期占领整座城市。但这次推进是毫无胜算的，因为内伊尚未得知整个奥地利军队都驻扎在乌尔姆。
杜邦师团麾下的第32步兵团从哈斯拉赫向乌尔姆进发，遇到四个正占据博芬根的奥地利兵团。32团发动数次猛烈的进攻，但奥地利人坚韧不拔，击退每一次进攻。奥地利人向容金根派遣了更多的骑兵和步兵团，希望通过包围杜邦的部队来给内伊的军致命一击。杜邦意识到发生什么事，便先发制人对容金根实施突袭，期间至多俘虏6000名奥地利人。奥军再次进攻，把这些部队赶回法国人设法守住的哈斯拉赫。杜邦最终被迫退回到阿尔贝克，并在那里加入路易·巴拉杰·迪里埃的步行龙骑兵师。哈斯拉赫-容金根戰役对拿破仑计划的影响尚不完全清楚，但这位法国皇帝可能最终明确奥地利军队的大部分都集中在乌尔姆。因此，拿破仑派苏尔特和马尔蒙的部队朝伊勒河进发，这意味着他此时有四个步兵和一个骑兵军去对付马克；达武、贝尔纳多特和巴伐利亚人则仍然守卫慕尼黑周边的地区。拿破仑并不打算跨河作战，遂命令元帅们占领乌尔姆附近的重要桥梁。他还开始将军队转移至乌尔姆北部，因为他希望在该地区发生战斗，而不是包围城市本身。随着内伊的部队向阿尔贝克挺进，这些部署和行动将导致14日在埃尔兴根发生冲突。
在战役的这一阶段，奥地利的指挥人员十分混乱。斐迪南开始公开反对马克的指挥风格和决策，指责后者整天发布相互矛盾的命令，使奥地利军队来回疲于奔命。10月13日，马克派出两支纵队准备从乌尔姆向北突围：一支由约翰·西吉斯蒙德·里施率领，前往埃尔兴根保卫当地桥梁；另一支由弗朗茨·冯·韦尔内克率领，带着大部分重炮转移至北部。内伊急忙催促其军前去与仍在多瑙河以北的杜邦重新取得联系，他本人则率领卢瓦宗的师团向多瑙河右岸的埃尔兴根以南发起进攻。马勒的师团从更东处越过河流，然后向西朝里施的阵地移动。战场是一片部分被树木覆盖的冲积平原，从那里可以陡峭向上延伸到视野开阔的山城埃尔兴根。法军从一座桥上清除奥国的哨兵，然后派一个团大胆进攻，拼刺刀占领山顶上的修道院。在埃尔兴根戰役中，奥地利的骑兵同样落败，里施的步兵则逃往乌尔姆。内伊因為其令人印象深刻的胜利，获封“埃尔兴根公爵”（Duc d’Elchingen）的头衔。

### 乌尔姆之战

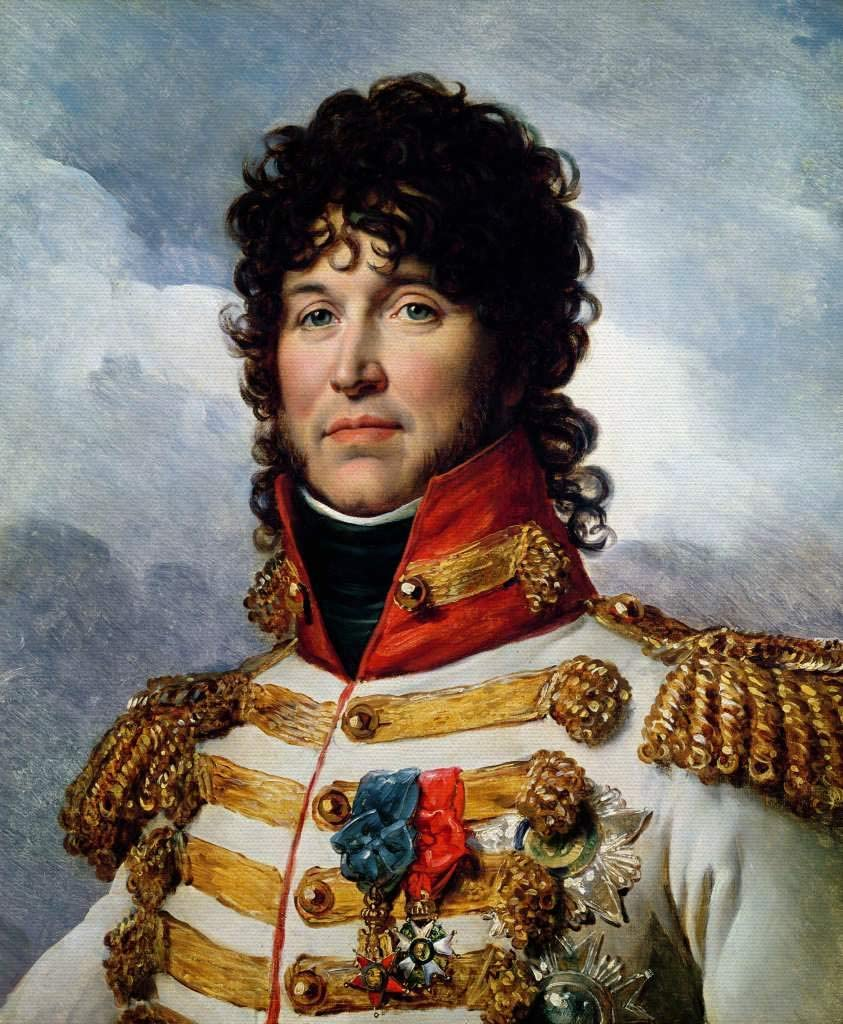
缪拉元帅在乌尔姆战役中发挥重要作用

10月13日，苏尔特第四军从东面發動梅明根戰役。在一场导致16名法国人伤亡的小规模冲突过后，卡尔·施潘根·冯·乌滕内塞少将交出4600名士兵、八门炮和九面旗帜。奥军弹药不足，与乌尔姆的联络被切断，且由于军队大本营的混乱局面，奥军士气完全消沉。

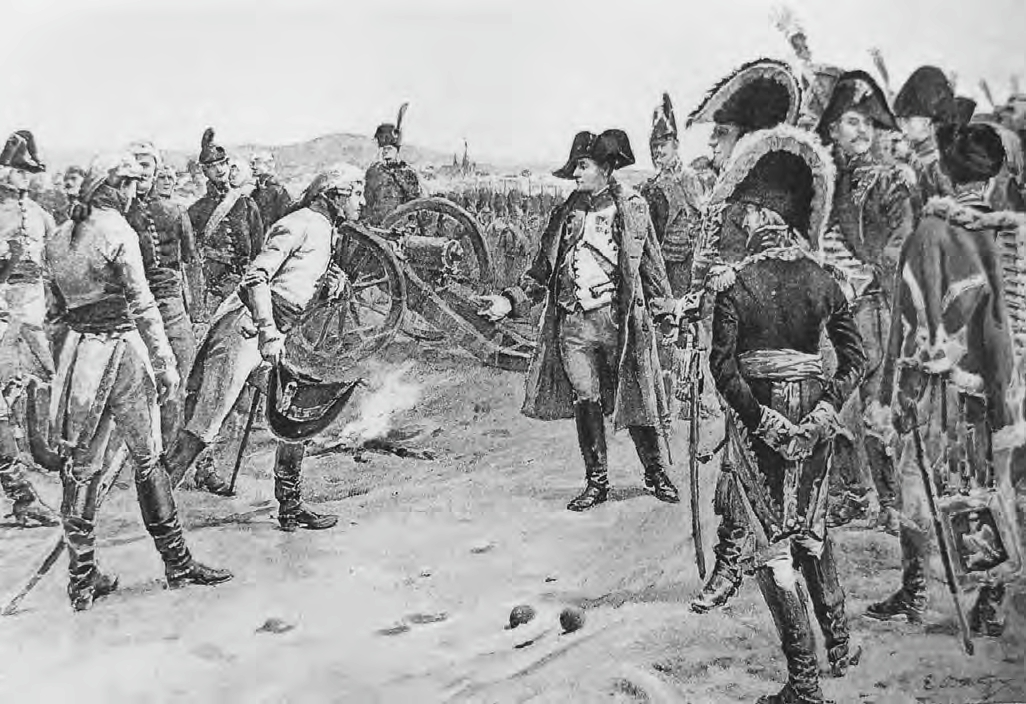
马克在乌尔姆向拿破仑投降

更多的行动发生于14日。缪拉的部队在阿尔贝克与杜邦会合，及时击退来自韦尔内克的奥地利攻势；然后二人共同朝北边的海登海姆方向打败奥地利人。到14日夜间，两个法国军已經驻扎在乌尔姆城外米歇尔斯山的奥地利军营附近。马克此时处于危险境地：不再有任何沿北岸逃离的机会，马尔蒙与帝国卫队在河流以南的乌尔姆郊外徘徊，为阻止奥地利人南逃至蒂罗尔，苏尔特也正从梅明根向北移动。奥军司令部的麻烦还在继续，斐迪南不顾马克的反对，下令从乌尔姆撤出全部骑兵，共计6000人马。然而，缪拉的追击非常高效，对方只有十一个骑兵中队能够前往海登海姆与韦尔内克会合。缪拉继续侵扰韦尔内克，并于10月19日迫使后者带着8000人在特罗伊希特林根投降；缪拉还缴获整个奥地利野战部队的500辆载具，然后向多瑙河畔诺伊施塔特进发，俘虏当地的12000名奥地利士兵。
乌尔姆的活动至此已經接近尾声。10月15日，内伊的部队成功地袭击米歇尔斯山的奥军营地，法国人自16日开始炮击乌尔姆。奥军士气低落，马克逐渐意识到救援的希望渺茫。10月17日，拿破仑的特使塞居与马克签订一项条约，定明倘若在10月25日之前没有得到援助，奥地利人将投降。然而，马克在听闻海登海姆和内勒斯海姆已經相继投降的消息后，遂同意提前五天于10月20日投降。奥地利守备部队的1500名士兵成功逃脱，但绝大多数奥地利军队都于10月21日列队出城，平静放下武器，全体大军团则组成一个巨大的半圆形（包围圈）来观察投降。奥国军官获准离场，以等待签署一份假释书。在这份假释书中，他们同意在交换人质之前不会重拾武器对抗法国。十数名将领参与这项协议，包括马克、约翰·冯·克勒瑙、马克西米利安·巴耶·冯·拉图尔、列支敦士登亲王以及伊格纳兹·居莱。

## 后果

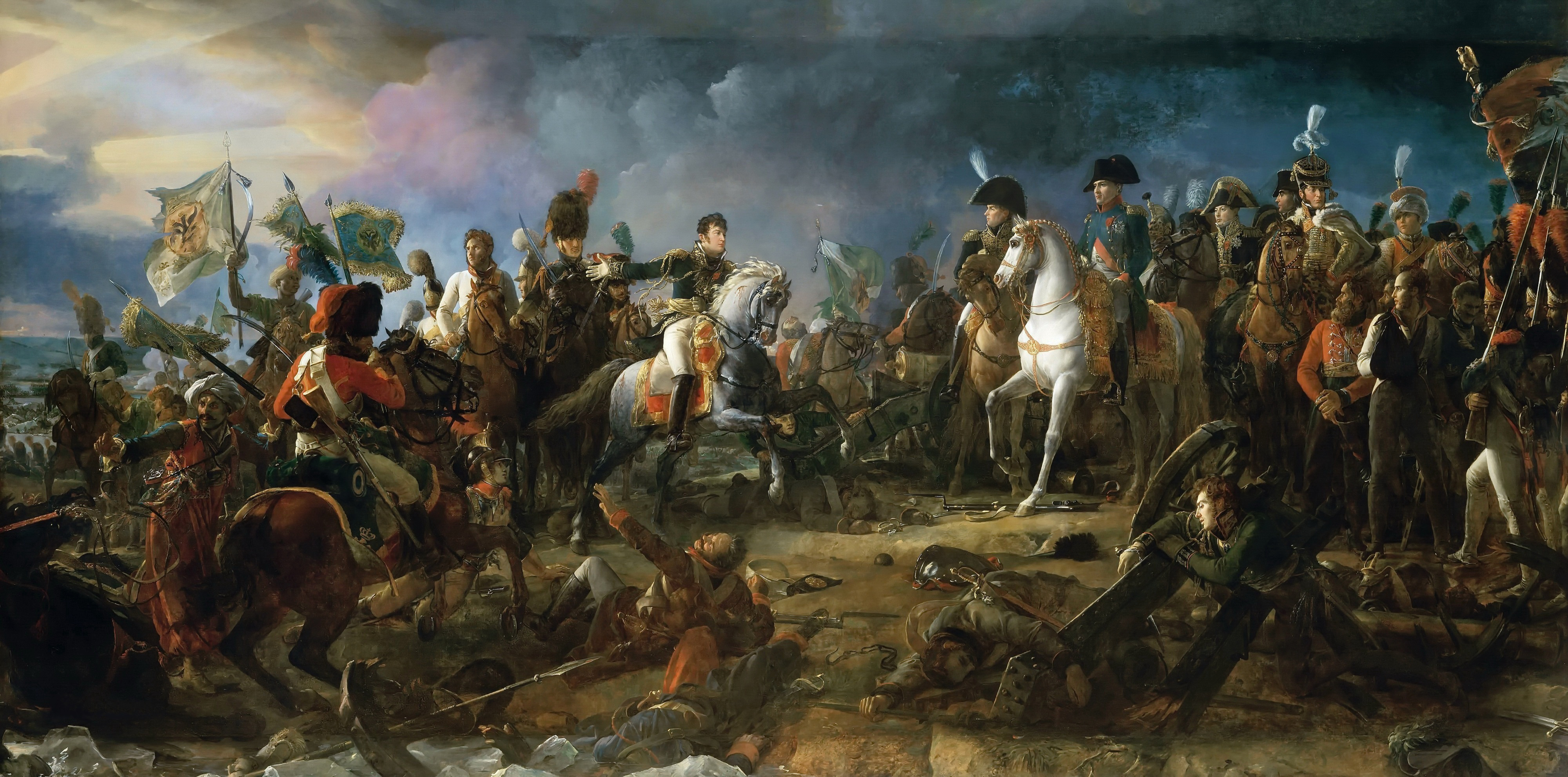
1805年12月2日，法国人在奧斯特利茨戰役中击溃了俄奥联军。12月26日，奥地利同意以《普雷斯堡和约》结束参与第三次反法同盟

当奥地利军队离开乌尔姆准备投降时，法国－西班牙联合舰队却在特拉法加海战中遭遇全面溃败。这一决定性战局使法国海军的精锐尽丧，从而确保英国海军在其后一个世纪的霸权地位。尽管受到挫折，乌尔姆战役还是取得辉煌的胜利，法国人以极低的代价全歼整个奥地利军队。大军团第八号公报描述这一成就的规模：
|  | 三万名士兵，其中包括2000名骑兵，连同60门大炮和40面战旗都落入胜利者囊中……自战争爆发以来，被俘的总人数估计为60000人，战旗为80面，而这尚未包括火炮或辎重车辆……从来没有过以如此低代价换取如此彻底的胜利。 |

奥热罗元帅率领新成立的第七军从布雷斯特赶来，给法国人带来又一个好消息：在11月13日的多恩比恩议降中，弗拉尼奥·耶拉契奇的师团被逼入绝境，被迫投降。马克投降后，俄国人向东北撤退，维也纳于11月12日沦陷。同盟军在12月的奧斯特利茨戰役中遭彻底击败，几周后，奥地利被永久淘汰出第三次反法同盟战争。法国人的胜利凸显“从后围堵策略”（la manoeuvre sur les derrières）有效性，这是拿破仑在1796年意大利战役中首次使用的一种特殊战略包围形式。该策略需要一支固定部队大范围占据敌人战线的前方，而其他支援部队则将自己部署在敌人侧翼或后方的特定位置。随着敌人身陷固定部队的纠缠，侧翼部队就会在关键时刻发起进攻，进而取得胜利。在乌尔姆战役中，缪拉的骑兵充当固定部队，使奥地利人误以为法国的主要进攻将来自黑森林。当缪拉诱导奥地利人向乌尔姆进军时，法军主力攻入德意志中部，将马克的军队与其他战场隔离开来。

### 影响

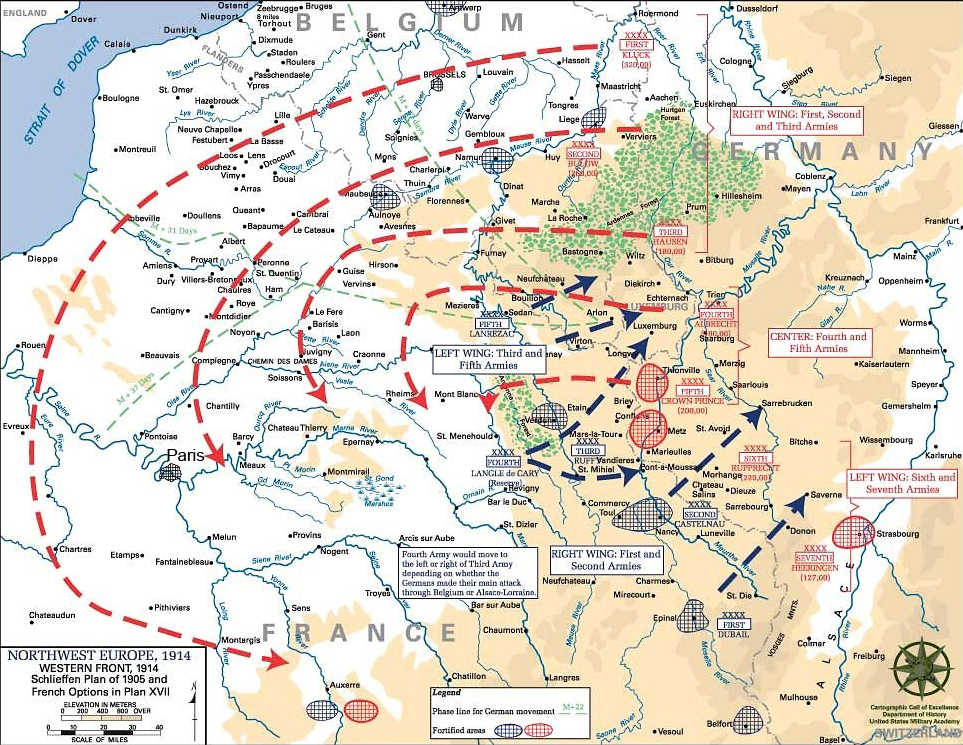
强调机动和包围的施里芬计划在很大程度上要归功于乌尔姆战役

乌尔姆战役被视为历史上最伟大的战略迂回行动之一。历史学者经常从广泛的战略层面分析这场战役，却不包括战术对抗，但两者是共通且相关的。学者还认为，乌尔姆决定性胜利是大军团在布洛涅营地接受长期训练和备战的结果。大军团携带的辎重很少，在收获季节入侵敌人的领土，而且行军速度比奥地利人预期的要快得多。这场军事行动突出“军”系统的效用；军级编制继续成为19世纪和20世纪重大战争的基本战略基石。一个典型的军可能有三个步兵师、一个用于侦察的轻骑兵旅，并且除了每个师配备的炮兵连之外，还会有后备炮兵连。规模增加使他们可以像内伊那样在无支援的情况下长时间作战，这种耐久性又使他们能够通过征用当地的食物来铺开和生存。法国人所需的运输工具大约仅为同期军队八分之一，这让他们拥有在当时前所未见的机动性和灵活性。蒂雷納子爵、马尔伯勒和莫罗此前入侵德意志南部的战线覆盖面很窄，但大军团于1805年的入侵却将战线拉大到100英里（161）宽，这一行动完全出乎奥地利人的意料，使他们低估形势的严重性。

## 流行文化
乌尔姆战役被记叙在俄国作家列夫·托尔斯泰的长篇小说《战争与和平》之中。

### 脚注
1. ↑  Duffy，第40页
2. 1 2 3  Fisher & Fremont-Barnes，第41页
3. 1 2  Clodfelter，第152页
4. ↑  Brooks，第156页
5. ↑  Chandler，第304页
6. ↑  Chandler，第320页
7. ↑  Chandler，第328页
8. ↑  Chandler，第331页
9. ↑  Chandler，第323页
10. 1 2  Chandler，第332页
11. ↑  Chandler，第333页
12. ↑  Fisher & Fremont-Barnes，第31页
13. ↑  Uffindell，第155页
14. 1 2  Fisher & Fremont-Barnes，第32页
15. ↑  Fisher & Fremont-Barnes，第36页
16. 1 2  Chandler，第382页
17. ↑  Chandler，第384页
18. 1 2 3  Chandler，第385页
19. ↑  Kagan，第389页
20. ↑  Kagan，第393页
21. 1 2  Kagan，第395页
22. ↑  Kagan，第397页
23. ↑  Kagan，第400页
24. ↑  Smith，第203页
25. ↑  Kagan，第402页
26. ↑  Kagan，第404页
27. 1 2  Kagan，第408页
28. ↑  Kagan，第409页
29. ↑  Kagan，第412页
30. ↑  Kagan，第414页
31. ↑  Goetz，第57页
32. 1 2  Kagan，第417页
33. ↑  Kagan，第420页
34. ↑  Kagan，第421页
35. ↑  Fisher & Fremont-Barnes，第39–40页
36. ↑  Fisher & Fremont-Barnes，第40页
37. ↑  Smith，第204页
38. ↑  Chandler，第399页
39. 1 2 3 4  Chandler，第400页
40. ↑  . Histoire-Empire.org. 1805-10-27  [2010-05-06]. （原始内容存档于2011-07-19）.
41. ↑  Harding，第96–117页
42. 1 2  Chandler，第402页
43. ↑  Chandler，第186页
44. 1 2 3  Dupuy，第816页
45. 1 2  Brooks，第108页
46. 1 2  Brooks，第109页
47. ↑  Tolstoy，第83页